# يان رانكين
يان رانكين (بالإنجليزية: Ian Rankin)‏ (5 سبتمبر 1979 في المملكة المتحدة - ) هو لاعب كرة قدم بريطاني في مركز الهجوم. لعب مع أردريونيانز ونادي ألبيون روفرز.

## وصلات خارجية
- يان رانكين على موقع Soccerbase.com (لاعب) (الإنجليزية)